# 林峻一郎
林 峻一郎（はやし しゅんいちろう、1930年 - 2008年4月9日）は、日本の精神科医。

## 来歴
大脳生理学者で直木賞作家の木々高太郎（本名：林 髞）の長男として、東京に生まれる。1954年慶應義塾大学医学部卒。精神科医となり、1974年「日本における機能性精神障害の診断ステレオタイプ考究 計量精神病理学の立場より」で神戸大学医学博士。『三田文学』編集主任、創作活動ののち慶大医学部精神科助手、パリ大学医学部精神神経科助手、北里大学教授。1980－82年国際協力でペルーのリマに滞在した。墓所は多磨霊園。

## 著書
- 『リマの精神衛生研究所 ある国際技術協力の軌跡』中公新書 1986
- 『「ストレス」の肖像 環境と生命の対話』中公新書 1993

### 翻訳
- ハワード・ヘイクラフト『探偵小説・成長と時代 娯楽としての殺人』桃源社 1961
  - 『娯楽としての殺人 探偵小説・成長とその時代』国書刊行会 1992
- マリー・ボナパルト『精神分析と文化論』弘文堂 1971
- A.&M.ミッチャーリッヒ『喪われた悲哀 ファシズムの精神構造』馬場謙一共訳 河出書房新社 1972
- R・S・ラザルス『ストレスとコーピング ラザルス理論への招待』編・訳 星和書店 1990

## 参考
- 「幻想に生きた父・林髞」『文芸春秋』1970-05
- 『「ストレス」の肖像』著者紹介